# Canh Nậu, Yên Thế
Canh Nậu là một xã thuộc huyện Yên Thế, tỉnh Bắc Giang, Việt Nam.
Xã Canh Nậu có diện tích 36,28 km², dân số năm 1999 là 5392 người, mật độ dân số đạt 149 người/km².